# أفيروف نيوفيتو
أفيروف نيوفيتو (مواليد 31 يوليو 1961) هو سياسي قبرصي، يشغل منصب رئيس حزب التجمع الديمقراطي منذ فبراير 2013.
في 20 مارس 2022 ، تم تأكيده كمرشح DISY للانتخابات الرئاسية القبرصية 2023. في الجولة الأولى ، في 5 فبراير 2023 ، حصل على 26.11٪ من الأصوات ، واحتل المركز الثالث ، خلف نيكوس كريستودوليدس (32.04٪) وأندرياس مافرويانيس (29.59٪). 